# The Sims 2: Na studiach
The Sims 2: Na studiach (ang. The Sims 2: University) – pierwszy dodatek do gry komputerowej The Sims 2, opracowany przez studio Maxis i wydany przez Electronic Arts. Premiera dodatku miała miejsce 1 marca 2005 roku w Stanach Zjednoczonych, a 11 marca 2005 roku w Europie. W listopadzie 2005 roku tytuł został również wydany za pośrednictwem Aspyr Media na system Mac OS.
Dodatek wprowadza do gry tematykę życia akademickiego. Gracze mogą wysłać swoje simy na uczelnię, umożliwiając im doświadczenie życia studenckiego. Dodatek pozwala na zarządzanie edukacją postaci, wybór kierunków studiów, uczestnictwo w zajęciach, zdobywanie umiejętności oraz interakcje z innymi studentami. Gra wprowadza także nowy etap życia postaci, okres młodego dorosłego, oraz oferuje szereg dodatkowych aktywności wzbogacających życie akademickie simów. Ponadto, po ukończeniu studiów, gracze mogą rozwijać kariery zawodowe swoich postaci w nowych ścieżkach kariery, które pojawiają się w grze. Dodatek stawia także na społeczny aspekt życia studenckiego, umożliwiając budowanie relacji, angażowanie się w życie towarzyskie i w bractwa studenckie. Gracze mają dużą swobodę w kształtowaniu kariery akademickiej simów oraz wprowadzeniu nowych mechanik związanych z edukacją i życiem na uczelni.
Dodatek otrzymał w większości pozytywne opinie recenzentów, z oceną 81/100 na Metacritic. Chwalono go za rozbudowane możliwości rozwoju postaci, wprowadzenie etapu życia „młody dorosły” oraz ciekawe mechaniki związane z uniwersytetem, takie jak nowe kariery i nowe aktywności. Recenzenci docenili także zwiększoną głębię rozgrywki, szczególnie w kontekście długoterminowej zabawy, oraz nowe interakcje między postaciami. Mimo drobnych problemów technicznych, dodatek został uznany za udane rozszerzenie, które wzbogaciło serię o interesujące elementy. Dodatek odniósł również sukces komercyjny, zajmując wysokie miejsca na listach sprzedaży w 2005 roku i osiągając sprzedaż przekraczającą 300 000 egzemplarzy w Wielkiej Brytanii.

## Rozgrywka
Dodatek The Sims 2: Na studiach wprowadza do gry tematykę studiów i życia akademickiego. Gracze mogą wysłać swoje simy na uczelnię, umożliwiając im doświadczenie życia studenckiego.
W dodatku wprowadzono nowy etap życia simów – młody dorosły, dostępny po wysłaniu sima na studia. Młodzi dorośli posiadają cechy łączące nastolatków i dorosłych. Mogą one inicjować relacje romantyczne, ale nie mogą zajść w ciążę ani zapłodnić innych simów. Mają możliwość angażowania się, ale nie mogą zawierać małżeństw. Simy w tej grupie wiekowej są ograniczone do życia na kampusie. Gracze wysyłają swojego sima na studia, gdy ten jest nastolatkiem, co uruchamia ten etap życia. Przed rozpoczęciem nauki gracze mają możliwość ubiegania się o stypendium, które można zdobyć za pośrednictwem komputera lub telefonu. Po wysłaniu sima na studia, taksówka zabiera go do skrzyni rodzin w okolicy uczelni, gdzie można wybrać miejsce, gdzie będzie mieszkał, a także stworzyć nowych simów za pomocą narzędzia „Stwórz sima”. Gracze mogą zdecydować, czy sim zamieszka w akademiku, wynajmie dom, czy dołączy do istniejącej rodziny w mieście. Akademiki różnią się od zwykłych domów, ponieważ gracze mogą wprowadzać jedynie drobne zmiany wystroju, takie jak tapety, meble czy wykładziny, podczas gdy w domach prywatnych mają większą swobodę modyfikacji przestrzeni. Akademiki wprowadzają nową mechanikę w serii The Sims, ponieważ po raz pierwszy simowie mogą mieszkać z postaciami niezależnymi, którymi nie steruje gracz.

### Kampusy
Rozszerzenie wprowadza trzy nowe kampusy studenckie, które stanowią dodatkowe dzielnice w głównym otoczeniu gry. Każdy kampus ma unikalny wygląd i atmosferę. Gracze mogą wybierać spośród Uniwersytetu Simowego, Nowej Politechniki oraz Akademii Klasycznej.
- Uniwersytet Simowy według opisu w grze, jest znany z „wysokiej jakości edukacji” i „doskonałych wykładowców”. Został założony przez grupę simów, którzy chcieli zapewnić kolejnym pokoleniom edukację na wysokim poziomie. Uczelnia znajduje się na malowniczych, zielonych obszarach wyżynnych, oferując nowoczesne zaplecze naukowe i społeczne[2][3][4][5][12].
- Akademia Klasyczna charakteryzuje się spokojną atmosferą oraz pięknymi krajobrazami[2][3][4][5][12].
- Nowa Politechnika położona jest na pustynnych terenach, z dala od miejskiego zgiełku, oferuje bardziej nietypową atmosferę[2][3][4][5][12].

Gracze mają również możliwość tworzenia własnych kampusów.

### Studia
W grze dostępnych jest jedenaście kierunków studiów: matematyka, nauki polityczne, literatura, fizyka, historia, psychologia, aktorstwo, sztuka, filozofia, biologia i ekonomia. Wybór kierunku studiów wpływa na rozwój kariery zawodowej postaci oraz umożliwia uzyskanie wyższych zarobków w niektórych karierach związanych z kierunkiem studiów. Gracze podejmują decyzję o wyborze kierunku na początku pierwszego roku akademickiego, a w przypadku braku wyboru uczelnia przypisuje kierunek po trzecim roku. Przedstawienie wykształcenia wyższego w dodatku inspirowane jest amerykańskim systemem edukacji wyższej, łącząc realistyczne elementy doświadczeń z życia studenckiego w Stanach Zjednoczonych z „powierzchownie stereotypowymi” aspektami, które są często przedstawiane w mediach.
Po przyjeździe na uczelnię sim musi zająć pokój w akademiku, przypisując go do siebie. Istnieje także możliwość zablokowania drzwi, aby uniknąć niechcianych odwiedzin. W akademikach simowie mogą nawiązywać relacje z innymi mieszkańcami, co sprzyja rozwojowi umiejętności społecznych. Studia trwają cztery lata, podzielone na dwa semestry, z których każdy trwa trzy dni w grze. Każdy semestr kończy się egzaminem, którego wyniki wpływają na postępy w nauce i przyszły rozwój postaci. Gracze muszą zadbać o uczestnictwo w wykładach, odrabianie zadań domowych oraz rozwijanie wymaganych przez kierunek umiejętności, takich jak charyzma w aktorstwie czy kreatywność w sztuce.
Simowie mogą angażować się w dodatkowe aktywności studenckie, takie jak bractwa studenckie, występy muzyczne czy prace dorywcze w stołówce lub kawiarniach które pozwalają na zdobycie pieniędzy na codzienne wydatki. Dołączenie do bractwa wymaga zaprzyjaźnienia się z trzema jego członkami, którzy odwiedzają sima w akademiku. Po dołączeniu sim może przeprowadzić się do siedziby bractwa i organizować imprezy w togach. Dodatkowo, w czasie nauki, mogą nawiązywać relacje z innymi studentami, co sprzyja rozwojowi umiejętności społecznych. Po ukończeniu studiów simowie rozpoczynają karierę zawodową na wyższym poziomie, co przekłada się na wyższe zarobki oraz lepsze perspektywy zawodowe. Na przykład studia artystyczne sprzyjają rozwojowi kariery artysty, a aktorstwo umożliwia zdobycie wyższych stanowisk w przemyśle rozrywkowym. Dodatkowo wprowadzono cztery nowe ścieżki kariery dostępne tylko po ukończeniu studiów: paranormalną, artystyczną, badacza przyrody oraz show-biznes.

### Przedmioty
Dodatek wprowadza także ponad 125 nowych przedmiotów, które rozszerzają możliwości gry, w tym nowe instrumenty muzyczne, takie jak gitara, bas i perkusja. Dzięki nim simowie mogą tworzyć zespoły muzyczne i występować publicznie, podczas których mogą zbierać napiwki. Do gry dodano również nowe meble, dekoracje i obiekty rekreacyjne, takie jak stoły bilardowe. Niektóre nowe obiekty inspirowane są psychedelią i fantastyką. Wśród nowych przedmiotów znajdują się kegi na sok, które pełnią rolę zamienników alkoholu, zgodnie z wprowadzoną cenzurą, mającą na celu dostosowanie gry do szerszego kręgu odbiorców, w tym młodszych graczy. Ponadto, wprowadzone kariery zawodowe oferują specjalne „nagrody zawodowe”, które simowie mogą zdobyć po osiągnięciu określonego poziomu kariery. Przykładowo kariera badacza przyrody wprowadza „krowokwiat” – roślinę inspirowaną Audrey II z filmu Krwiożercza roślina. Krowokwiat może zjeść sima, zamieniając go w „mleko”, które wydłuża życie innych simów o pięć dni.

### Postacie
Dodatek jako pierwszy w historii serii The Sims wprowadza do gry grywalną postać nadprzyrodzoną – zombie. Simowie, którzy są zatrudnieni w karierze paranormalnej, otrzymują na pewnym poziomie nagrodę zawodową i mogą, za opłatą, przywracać do życia zmarłych simów za pomocą specjalnego urządzenia do wskrzeszania – wskrzeszeniomatu. Zbyt niska opłata zaoferowana postaci śmierci, zwanej Mrocznym Kosiarzem, może skutkować tym, że zmarły powróci jako zombie – postać o niebieskiej skórze i charakterystycznym sposobie poruszania się. Zombie nie starzeją się, nie umierają naturalnie oraz nie mogą mieć dzieci. Stanowią one nowy element gry. W dodatku pojawiają się także postacie niezależne (NPC), takie jak sportowe maskotki uczelni, profesorowie oraz „streakerzy”, którzy pojawiają się na kampusie i biegną w sposób charakteryzujący się kompletnym brakiem ubioru. NPC mogą wchodzić w interakcje z graczami, pełniąc rolę normalnych simów, co umożliwia nawiązywanie relacji, flirtowanie oraz tworzenie romantycznych związków.

## Historia
The Sims 2: Na studiach zostało zapowiedziane w listopadzie 2004 roku, i wydane na Windows 1 marca 2005 roku w Ameryce Północnej oraz 11 marca w Europie. W listopadzie tego samego roku został wydany port dodatku na macOS przez firmę Aspyr Media. Na studiach było pierwszym dodatkiem do The Sims 2 oraz pierwszym dodatkiem do serii The Sims, poruszającym tematykę studiów. 

### Produkcja
Koncept dodatku o tematyce uniwersytetu był rozważany już podczas tworzenia pierwszej gry, ale był możliwy do zrealizowania aż do wydania The Sims 2, ze względu na ograniczone wsparcie tej gry dla etapów życia postaci. Według wywiadu z zespołem deweloperskim, rozważano, aby zajęcia same w sobie były głównym tematem dodatku, a nie społeczna strona życia uniwersyteckiego, ale zdecydowano, że „byłoby to trochę nudne” i chciano uniknąć stworzenia „SimHomework – symulatora pracy domowej”.
Według Charlesa Londona, jednego z projektantów gry, wybranie tego tematu miało na celu wypełnienie dużej luki pomiędzy etapami życia nastolatków i dorosłych w podstawowej wersji gry. Zespół projektowy postanowił oprzeć rozgrywkę na ich osobistych doświadczeniach z wykształceniem wyższym, które były bardzo zróżnicowane; London opisał je jako „obejmujące od zamkniętego, elitarniego i naukowego podejścia Ivy League po dzikie i hałaśliwe imprezowe szkoły”. Hunter Howe, inny projektant, omawiał projekt rozszerzenia i doświadczenia z testowania z GameSpot dwa tygodnie przed jego wydaniem. Wspomniał o problemach, takich jak simowie mieszkający w akademikach, którzy często tłoczyli się w kuchniach i umierali masowo w przypadku pożaru w kuchni, co ostatecznie rozwiązano poprzez dodanie zraszaczy przeciwpożarowych. Howe mówił również o wczesnym błędzie, który sprawiał, że korzystanie z telefonu komórkowego stało się zbyt atrakcyjne, przez co simowie używali go bez przerwy, aż umierali z powodu niskich wskaźników potrzeb, oraz o licznych nietypowych błędach związanych z wprowadzeniem zombie do gry, takich jak „zombie niemogące się zakochać” i „zombie chodzące po wodzie”.

### Muzyka
Muzyka w tle do rozszerzenia The Sims 2: Na studiach została skomponowana przez Marka Mothersbaugha oraz Silasa Hite’a. Muzyka diegetyczna, odtwarzana w grze w radiach i głośnikach, została skomponowana przez zespół kierowany przez Robiego Kaukera, dyrektora dźwięku w Maxis. W projekcie wzięli udział muzycy tacy jak Charlotte Martin i Dexter Freebish, którzy nagrali swoje wcześniejsze utwory w języku Simlish, sztucznym języku uniwersum simsów. Choć Maxis współpracowało wcześniej z zespołem Black Eyed Peas przy nagrywaniu utworów w Simlish na potrzeby gry The Urbz: Simowie w mieście, Na studiach było pierwszym przypadkiem w serii, kiedy podjęto skoncentrowane wysiłki na adaptację istniejących już utworów na język Simlish.
Muzycy rekrutowani do nagrania ścieżki dźwiękowej Na studiach mieli być wschodzącymi artystami, a nie znanymi gwiazdami, aby zwiększyć autentyczność motywu muzyki rockowej typowej dla środowiska akademickiego w tamtym okresie. Mimo że Simlish nie jest formalnym językiem skonstruowanym z pełną gramatyką i słownictwem, niektóre jego słowa stanowią tłumaczenia angielskich odpowiedników. Charlotte Martin, podczas pracy nad swoimi utworami, nalegała na tłumaczenie swoich oryginalnych piosenek na Simlish, zamiast tworzyć przypadkowe dźwięki. Abra Moore, kolejna artystka, która uczestniczyła w projekcie, opisała doświadczenie adaptowania swoich utworów jako „coś na kształt jazzu” oraz uznała, że było to „bardzo wyzwalające twórczo”. Moore wspominała również o trudności tłumaczenia utworów na język bez realnego słownictwa, co wiązało się z ryzykiem przypadkowego użycia słów, które mogą być obraźliwe w innych językach.
Ścieżka dźwiękowa Na studiach została wydana w formie kompilacyjnego albumu w listopadzie 2005 roku, po tym jak Electronic Arts otworzyło dedykowany dział muzyczny.

## Odbiór
Według serwisu agregującego recenzje gier, Metacritic, dodatek The Sims 2: Na studiach otrzymał w większości pozytywne opinie, osiągając wynik 81/100. Recenzenci docenili nowe elementy wprowadzone w grze, a także możliwości rozwoju postaci oraz interakcje między simami. Dodatek spotkał się z generalnie pozytywnymi opiniami zarówno ze strony krytyków, jak i graczy. Recenzenci zwracali uwagę na nowy etap życia „młody dorosły” oraz rozbudowane możliwości rozwoju postaci podczas studiów. Doceniono także mechanikę kierunków studiów oraz system karier, który miał wpływ na dalszą rozgrywkę. Wprowadzenie uniwersytetu dodało więcej możliwości rozwoju postaci, zwłaszcza w kontekście długoterminowej rozgrywki.
Dave Kosak z GameSpy stwierdził, że The Sims 2: Na studiach „dostarcza w dużym stopniu, oferując mnóstwo nowych rzeczy do zrobienia i nowych sposobów interakcji z simami”. Chociaż pojawiały się drobne błędy, nie wpłynęły one na rozgrywkę. Scott Osborne z GameSpot zauważył, że Na studiach to „wielki sukces”, szczególnie dla graczy lubiących elementy strategii i zarządzania w The Sims 2. Dodatek wnosi mnóstwo nowych opcji i wyzwań, które wzbogacają grę. Nowe instrumenty muzyczne oraz świetna muzyka były dodatkowymi atutami. Recenzenci chwalili również nowe aktywności, takie jak bilard, gra na gitarze czy możliwość dołączania do bractw, które ożywiły życie społeczne simów w kampusie. Zauważono również, że nowy system wpływu, pozwalający simom przekonywać innych do określonych działań, wzbogacił rozgrywkę. Dan Adams z IGN chwalił dodatek, mówiąc, że The Sims 2: Na studiach „dodaje mnóstwo rozgrywki, fajnych nowych przedmiotów, wyzwań i doświadczeń, które gracze mogą odkrywać”. Zauważył również, że rozszerzenie jest pełne nowych atrakcji, które mogą spodobać się każdemu, kto już posiada The Sims 2. Chwalił także nowe mechaniki, takie jak możliwość zmiany aspiracji simów oraz interakcje z innymi postaciami.
Pojawiły się również skargi na drobne problemy techniczne, takie jak błędy związane z interakcjami między postaciami. Mimo tych uwag, The Sims 2: Na studiach zostało uznane za solidne rozszerzenie, które wprowadziło nową dynamikę do serii i wzbogaciło ją o interesujące mechaniki rozgrywki. Kilka recenzji wyraziło także krytykę dotyczącą monotonności rozgrywki.
Po premierze dodatek Na studiach odniósł sukces komercyjny. Według rankingu sprzedaży Entertainment Software Association za rok 2005, Na studiach było drugim najlepiej sprzedającym się komputerowym tytułem roku, ustępując jedynie World of Warcraft i wyprzedzając podstawową wersję gry The Sims 2. Rozszerzenie zostało wyróżnione także platynowym certyfikatem sprzedaży ELSPA, co wskazuje na sprzedaż wynoszącą co najmniej 300 000 egzemplarzy w Wielkiej Brytanii.